# Karin Wilhelmson
Karin Margareta Wilhelmson, född Nordh den 4 januari 1933 i Nyköping, död den 12 augusti 2018 i Sofia församling i Stockholm, var en svensk journalist och radioproducent.
Wilhelmson arbetade som dagspressjournalist från 1950, sedan 1960 som producent vid Sveriges Radio. Hon ingick 1973–1978 i TV1:s programråd.
Tillsammans med Monica Boëthius och Birgitta Rembe var hon medarbetare i Familjespegeln på 1960-talet. Wilhelmson ledde radioprogrammet Sommar den 22 augusti 1968 och 6 augusti 1970.
Hon gifte sig 1953 med Anders Wilhelmson. De fick tre barn. Makarna är gravsatta i minneslunden på Katarina kyrkogård i Stockholm.